# Cournols

Cournols este o comună în departamentul Puy-de-Dôme, Franța. În 1 ianuarie 2022 avea o populație de 230 de locuitori.